# Aldébaran (bateau)
Pour les articles homonymes, voir Aldébaran (homonymie).
L’Aldébaran est un bâtiment remorqueur de sonars (BRS) de la Marine nationale.

## Historique et missions
C'est la troisième unité d'une série de trois bâtiments construits par le chantier Socarenam de Boulogne-sur-Mer. Les deux autres unités de la série sont l’Antarès et l’Altaïr. Il est basé à Brest, son indicatif visuel est M 772.
Soisy-sous-Montmorency (Val-d'Oise) est sa ville marraine depuis le 11 octobre 2003. Il était présent à Lorient Océans en 2023 et en 2024

## Caractéristiques
- Longueur : 28,30 mètres
- Largeur : 7,70 mètres
- Tirant d'eau : 3,80 mètres
- Tirant d'air : 16 mètres
- Déplacement : 250 tonnes et 340 tonnes en pleine charge
- Vitesse : 11 nœuds
- Distance franchissable de 3 500 nautiques à 10 nœuds